# Polymixis viridiobscura
Polymixis viridiobscura là một loài bướm đêm trong họ Noctuidae.